# Planetarium (película)
Planetarium es una película de drama francesa, dirigida por Rebecca Myriam Clara Zlotowski (conocida como Rebecca Zlotowski) y protagonizada por Natalie Portman y Lily-Rose Depp. La historia del personaje André Korben se basó libremente en la vida de Natan Tannenzaft (conocido como Bernard Natan), productor de cine franco-rumano de origen judío de las décadas de 1920 y 1930 que contribuyó a fundar la industria del cine de Francia y que, sin embargo, fue acusado de estafa y, después de ser desprovisto de toda nacionalidad y liberado, murió finalmente en el campo de concentración de Auschwitz.

## Argumento
En la preguerra, en Francia, dos hermanas estadounidenses aseguran que tienen la capacidad de comunicarse con los muertos.

## Reparto
- Natalie Portman como Laura Barlow.
- Lily-Rose Depp como Kate Barlow.
- Emmanuel Salinger como André Korben.
- Louis Garrel como Fernand Prouvé.
- Amira Casar como Eva Saïd.
- Michel Zlotowski (padre, en la vida real, de Rebecca Zlotowski e intérprete-traductor[2]) como el padre de Andre Korben.
- Rosa Bursztein como la operadora.

## Producción
En mayo del 2015, se anunció que Natalie Portman y Lily-Rose Depp habían sido elegidas en la película para interpretar a las hermanas. También se anunció que Rebecca Zlotowski dirigiría la película a partir de un guion de ella y de Robin Campillo, y que Frederic Jouve produciría a través de su empresa Les Films Velvet.
La grabación comenzó en París a finales de septiembre del 2015.

## Estreno
En mayo del 2015, se anunció que Ad Vitam Distribution distribuiría la película en Francia, y que su estreno se esperaba para mayo del 2016. En enero del 2016, se lanzó la primera imagen de la película con Portman y Depp.